# (541105) 2018 RG13
(541105) 2018 RG13 es un asteroide perteneciente al cinturón de asteroides descubierto el 27 de octubre de 2005 por el equipo del Catalina Sky Survey desde el Catalina Sky Survey, Arizona, Estados Unidos.

## Designación y nombre
Designado provisionalmente como 2018 RG13.

## Características orbitales
2018 RG13 está situado a una distancia media del Sol de 2,687 ua, pudiendo alejarse hasta 3,527 ua y acercarse hasta 1,848 ua. Su excentricidad es 0,312 y la inclinación orbital 8,636 grados. Emplea 1609,64 días en completar una órbita alrededor del Sol.

## Características físicas
La magnitud absoluta de 2018 RG13 es 17,7. 